# Termopolio di Asellina
Il termopolio di Asellina è un termopolio di epoca romana dell'antica Pompei; è ubicato nella regio IX, insula 11, civico 2 degli scavi archeologici di Pompei.

## Storia
Sepolto durante l'eruzione del Vesuvio del 79, fu riportato alla luce nel 1911 ed esplorato fino al 1912: al momento del suo ritrovamento si decise di lasciare nello stesso posto tutti gli elementi pervenuti, per poi essere spostati, eccetto alcune anfore.

## Descrizione
Il termopolio, che affaccia direttamente su via dell'Abbondanza, è caratterizzato da un bancone a forma di L, che chiude per quasi la sua interezza, eccetto un piccolo varco per accedere all'interno, l'ingresso sulla strada.
Il bancone è in muratura, intonacato in rosso e ricoperto sul piano da pezzi di marmo: al suo interno sono posti quattro dolia in terracotta, mentre all'estremità è un fornello, sempre in terracotta, rivestito internamente in bronzo. Lungo le mure all'interno del locale si notano dei solchi dove erano alloggiate delle mensole; è inoltre visibile la base in muratura di una scala in legno per il piano superiore: è probabile che il termopolio avesse delle stanze dove i clienti intrattenevano rapporti con delle prostitute. Esternamente infatti, lungo i muri che affacciano sulla strada, sono presenti delle iscrizioni elettorali, alcune perdute col passare degli anni, le quali, oltre a essere firmate da due donne di nome Asellina, le proprietarie da cui la locanda prende il nome, sono riportate le firme anche di alcuni nomi stranieri come quelli di Aegle, Maria e Zmyrina, le quali svolgeva le mansioni sia di cameriere che di prostitute.
Nel termopolio, al momento dello scavo, furono rinvenute ventidue anfore, oggetti in terracotta, vetro e bronzo come bicchieri, piatti, brocche, un imbuto, oltre a una lucerna in bronzo di forma fallica.